# Square Henri-Duparc
Le square Henri-Duparc est une voie du 17e arrondissement de Paris, en France.

## Situation et accès
Le square Henri-Duparc est une voie privée située dans le 17e arrondissement de Paris. Il débute square Fernand-de-la-Tombelle et se termine en impasse.

## Origine du nom

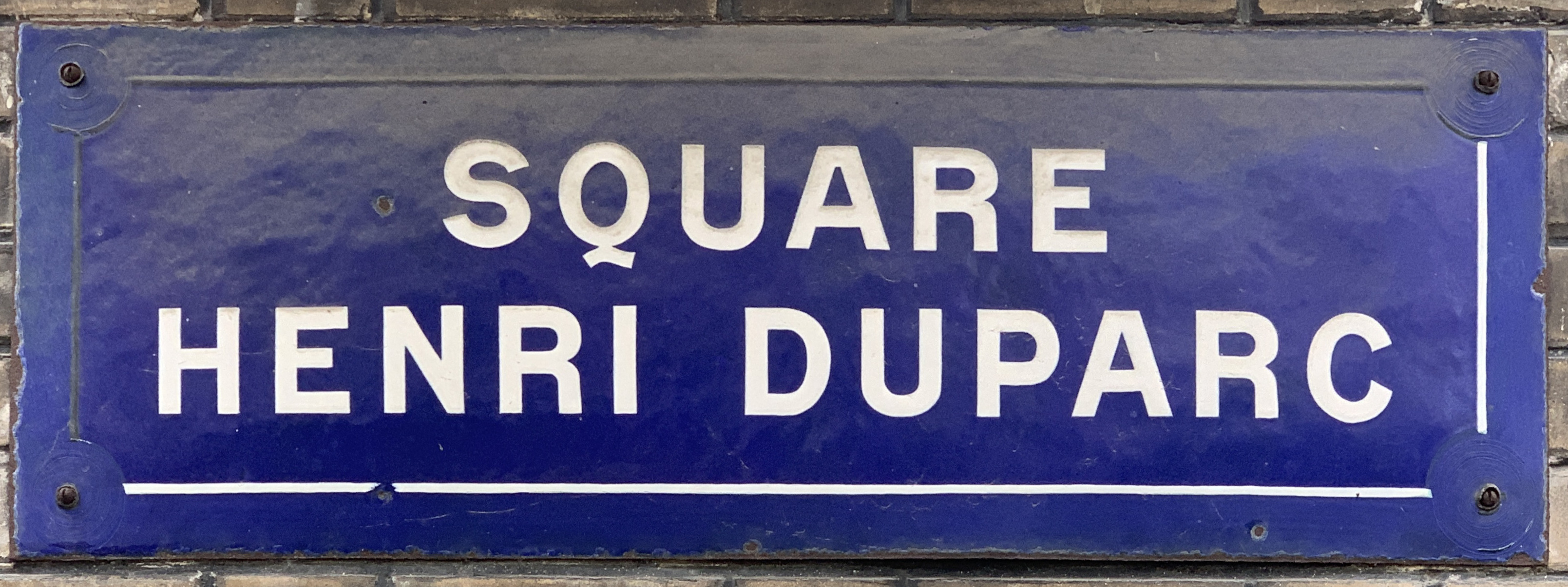
Plaque du square.

Il porte le nom du compositeur français Henri Fouques-Duparc dit Henri Duparc (1848-1933).

## Historique
La voie est ouverte sous sa dénomination actuelle par arrêté du 13 juillet 1929 puis est ouverte à la circulation publique par arrêté du 23 juin 1959.